# Géocodage
Le géocodage consiste à affecter des coordonnées géographiques (longitude/latitude) à une adresse postale. Ce procédé nécessite la mise en place de traitement automatisé de manière ponctuelle ou sur des fichiers d’adresses (individus, entreprises, points d’intérêt, etc.). Les coordonnées géographiques permettent de situer chaque adresse sur une carte numérique via un système d’information géographique (SIG). Le géocodage est une des techniques de géolocalisation ou de géoréférencement.
Le géocodage inversé est l’opération opposée, qui consiste à trouver l’adresse correspondant à (ou la plus proche) des coordonnées.

## Propos
Le géocodage est l’opération de base à effectuer en amont d’une analyse géomarketing de zone de chalandise, de performances de marché ou encore d’une analyse de la couverture d’un réseau physique d’équipement. Il permet par exemple d’obtenir une cartographie du lieu de résidence des clients d’un point de vente (sa zone de chalandise) ou un itinéraire optimum pour une tournée commerciale. Le géocodage enrichit donc les cartographies numériques existantes.
De façon réversible, le géocodage des fichiers d’adresses permet aussi de les enrichir et de les sur-qualifier. Il est par exemple usuel d’affecter la distance d’accès au point de vente le plus proche au fichier des clients ou usagers d’une marque commerciale ou d’un service public après une opération de géocodage. Les cartographies socio-économiques de pouvoir d’achat ou de consommation peuvent être rapprochées des fichiers d’adresses via géocodage. Une adresse de prospection peut ainsi être enrichie par le revenu médian de l’ensemble des ménages de la micro-zone / quartier comprenant l’adresse.

## Fonctionnement d'un géocodeur
L'opération de géocodage est automatisée à l'aide d'un géocodeur. Un géocodeur peut être une solution logicielle, une brique logicielle ou un service en ligne (API). Les logiciels SIG intègrent une fonctionnalité de géocodage, qui fait appel à un géocodeur.
L'objet d'un géocodeur est d'associer à chaque adresse des coordonnées. Ces coordonnées peuvent être fournies dans différentes projections. Il peut être nécessaire de convertir les coordonnées fournies dans un autre format, avant le placement sur une carte par exemple.
Les éléments généralement fournis dans l'adresse sont le numéro de voie, un éventuel adverbe de répétition (bis, ter, etc.), le type de voie, le nom de la voie, le code postal et la ville. Cette adresse est comparée à un référentiel d'adresses préalablement localisées. Le référentiel d'adresse pouvant comporter plusieurs adresses correspondant à l'adresse proposée, une étape de validation préalable au géocodage peut être demandée à l'utilisateur.
Selon le principe de validation, il existe deux grandes catégories d'usage pour les géocodeurs :
1. Le géocodage à la volée. La validation éventuelle est demandée au compte-goutte. Il correspond à l'usage quotidien du site google maps par les particuliers. Il est ainsi utilisé dans les interfaces homme machine ;
2. Le géocodage de masse. Un maximum d'adresse sont géocodées automatiquement. L'ensemble des adresses non géocodées, appelés rejets, doivent être traités une à une par un opérateur. Ce système peut être utilisé lorsque des adresses sont échangées entre deux organisations. Il est ainsi utilisé dans les interfaces machine-machine.

Du fait du manque de précision du référentiel ou de l'adresse, selon les pays, le géocodage peut être réalisé à différents niveaux. Tous les géocodeurs ne permettent pas le même niveau de détail :
1. Au pays, au département, ou à la commune (voire à l'arrondissement) : le point retourné est situé au centroïde de l'entité concernée ;
2. Au centroïde de la voie : lorsque le numéro n'est pas connu, le point se situe au centre de la voie ;
3. À l'interpolation du tronçon : le géocodage au numéro dans la rue est fait par technique d'interpolation. La base de données référentiel préalablement localisée comprend une adresse pour chaque segment de rue, ainsi que ses quatre bornes de numérotation (Bornes inférieures/supérieures des numéros pairs/impairs). Le géocodage interpole la position du numéro de la rue à partir des bornes du référentiel sur le dessin de la rue ;
4. À la plaque : certains référentiels d'adresse disposent de l'emplacement exact de la plaque mentionnant le numéro de l'immeuble ou de la maison (comme base « Point Adresse » de l'Institut Géographique National).

L'Angleterre possède un système d'adressage de codes postaux au bloc d'adresse. Chaque code postal correspond à une adresse et est geo-référencé. Le géocodage d'un fichier d'adresses comportant un code postal est donc très précis. Il s'agit ainsi d'un géocodage à la plaque.
En France métropolitaine, où un même code postal couvre un très grand nombre d'adresses, la précision du géocodage est moindre. Cependant l'exploitation combinée de plusieurs référentiels géographiques permet de géocoder 81 % des adresses à la plaque d'adresse ou au numéro dans la rue, 16 % au centre de la rue et le solde de 3 % au centre de la plus grande zone bâtie de la commune. Le géocodage dans les départements et régions d'outre-mer est un peu moins précis.

## Solutions
Entreprises du secteur :
- HERE Technologies[2] : leader mondial de la cartographie numérique depuis 1990
- Territoires & Marketing[3] : spécialisé dans le géomarketing et le géocodage.
- Precisely software&data[4] : logiciels et prestations de géocodage.

Services WEB
- Precisely APIs[5] : licence pour usage commercial, couverture mondiale, volumes illimités et haute précision.
- Google Maps : gratuit jusqu'à 2 500 requêtes par jour pour un site en libre accès sur l'Internet ; couverture mondiale, obligation de mentionner le logo Google sur les cartes.
- Yahoo PlaceFinder[6] : gratuit jusqu'à 50 000 requêtes par jour. Couverture mondiale, obligation de mentionner le logo Yahoo sur les cartes. Hors Australie et beaucoup de pays asiatiques.
- Bing Maps[7] : gratuit pour les sites grand public. Plusieurs options de licences pour usage commercial.
- OpenStreetMap[8] : Service Nominatim libre et gratuit, la couverture est inégale, la précision bonne[style à revoir].
- JDONREFv2[9], JDONREFv4[10] : service web libre et gratuit de géocodage d'adresses françaises (licence CECILL), mais référentiel non fourni.
- Pour la France, le service de géocodage par upload d'un fichier du projet BAN et son API et le code source du logiciel addOK que les développeurs peuvent adapter pour créer leur propre service de géocodage,  Tous ces modules et le réferentiel BAN sont en licence libre.
- PickPoint : licence pour usage commercial, basé sur la solution Nominatim

Autres logiciels
- Loxane Geocoder
- Spectrum de Precisely : Geocodage d'adresses internationales avec intégration des services de Normalisation d'adresses.
- Geocoder (éditeur OPTI-TIME)
- GeoCommons (libre )
- Manifold gis system
- GcodPLUS de Datadis
- Universal Geocoder de GeoConcept
- AdhocSolutions (Experian)
- Geopy

## Fournisseur de base de données référentiels de géocodage
Deux principaux collecteurs — fournisseurs de cartographie numérique maintiennent un référentiel mondial d'adresses géolocalisées.
- HERE Technologies[2] : leader mondial de la cartographie numérique depuis 1990
- TeleAtlas — Collecteur et fournisseur de cartographies routières mondiales (Logiciel de navigation routière Tom Tom)

De multiples applications grand public (Google Maps, Yahoo! Maps, ViaMichelin, Mappy…) utilisent ces deux supports pour géocoder des informations.
- Le projet de cartographie mondiale OpenStreetMap propose aussi son outil de géocodage. La base de données est ouverte à tous, y compris en écriture.
- Au Canada, les données du portail GéoBase sont disponibles sans frais ni redevances exigibles.
- En France : 
  - l'IGN commercialise une base d'adresses qui contient 75 % des voies dénommées (2011)[11] et des adresses ponctuelles. Son utilisation est toutefois restreinte par un avis de la CNIL ;
  - la Base adresse nationale (BAN) est un projet collaboratif ouvert initié par OpenStreetMap, IGN, La Poste, EtatLab et le CNIG qui a pour but de référencer l'intégralité des adresses du territoire français. Le référentiel BAN est téléchargeable gratuitement en licence de repartage ici ou en licence ODbl ici